# داک‌بوک
داک‌بوک زبان نشانه‌گذاری معنایی برای مستندسازی تخصصی‌ست. هدف آن در آغاز نوشتن مستندات تخصصی مرتبط با نرم‌افزاری و سخت‌افزاری رایانه بود اما می‌تواند برای بقیهٔ انواع مستندات دیگر نیز به کار رود. 